# Heggbacher Einrichtungen
Die Heggbacher Einrichtungen sind eine soziale Einrichtung zur Pflege, Betreuung sowie Förderung von Behinderten unter anderem im ehemaligen Kloster Heggbach in der Gemeinde Maselheim in Baden-Württemberg.

## Geschichte
Nachdem das Kloster im Jahr 1884 den Franziskanerinnen geschenkt wurde, richteten diese im Jahre 1887, gemäß dem Wunsch des Schenkers, eine erste Einrichtung für geistig Behinderte („Pflegeanstalt für Epileptische, Blödsinnige, Schwachsinnige und Unheilbare“) ein, in die acht Bedürftige aufgenommen wurden. Sechs Jahre später waren bereits 150, im Jahr 1900 178 und im Jahr 1911 249 zu pflegende Personen in der Einrichtung untergebracht.
Eine Tochter-Einrichtung für Kinder wurde 1912 nach Ingerkingen ausgesiedelt. Das Kinderasyl Ingerkingen umfasste 1914 79 Kinder. Hier wurde auch eine Schule eingerichtet.
Zur Zeit des Nationalsozialismus, im Jahr 1940, wurden 193 Heimbewohner aus Heggbach und 72 Jungen und Mädchen aus Ingerkingen nach Grafeneck deportiert und umgebracht.
Im Jahr 1950 hatte die Einrichtung 390 Einwohner in Heggbach und 60 in Ingerkingen, womit die Kapazitätsgrenzen erreicht werden.
1973 wurden durch den Zusammenschluss der „Pflegeanstalt Heggbach“  und des „Kinderheimes St. Maria Ingerkingen“ offiziell die „Heggbacher Einrichtungen“ gegründet. Im Anschluss werden im Umland Behindertenwerkstätten und dezentrale Wohneinrichtungen installiert.
1999 stellten die Heggbacher Einrichtungen 590 Wohnplätze, 68 Plätze für schulische Förderungen und 800 Arbeitsplätze für Behinderte in Werkstätten und Landwirtschaft zur Verfügung.
Die Franziskanerinnen von Reute gründen am 1. Juli 1999 die St. Elisabeth-Stiftung mit Sitz in Bad Waldsee, um den caritativen Auftrag weiter erfüllen zu können. Dieser Stiftung wurden die Heggbacher Einrichtungen zum 1. Januar 2000 überschrieben.